# Louis Pierre Henriquel-Dupont
Louis Pierre Henriquel-Dupont (Párizs, 1797. június 13. – Párizs, 1892. január 20.) francia rézmetsző.

## Élete
Pályájának első éveiben - 14 és 17 éves kora között - festészettel foglalkozott, Pierre-Narcisse Guérin tanítványa volt festőként, és később fordult csak a rézmetszés felé. 1849-ben az akadémia tagja lett, évekkel később, 1863-ban a párizsi École des beaux-arts iskolában tanított rézmetszést. 1868-ban pedig a francia rézmetszők társaságának elnöke.

## Alkotásai
Több illusztrációja is ismert, így Jean de La Fontaine meséihez és Voltaire egyik művéhez is készített rézmetszeteket.

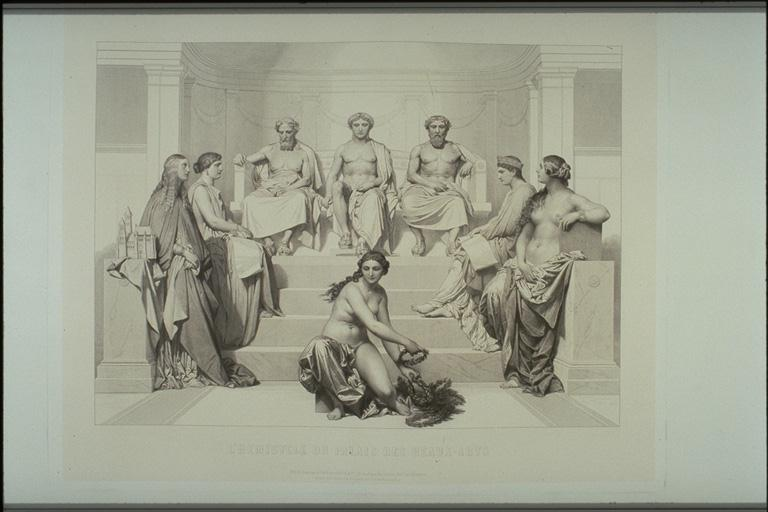
Paul Delaroche Hémicycle-je után - 1853

Ismertebb metszetei: Fiatal nő gyermekével, Van Dycktől; Krisztus sírbatétele, Paul Delaroche-tól; Vasa Gusztáv lemondása, Louis Hersent-től; Lajos Fülöp király képmása, Gérard-tól; Bertin Armand képmása, Ingres-től; Duchâtel gróf képmása, Flandrin-től; Paul Delaroche ún. Hémicycle-je; Szent Katalin esküvője, Correggiótól; Mózes Delaroche-tól; a tanítványok Emmauesban, Paolo Veronesetől; Lariboisière tábornok és fiának képmása, Gros-tól; Ary Scheffer képmása Benouville-től; Montalivet gróf, James de Rothschild, Cavelier képmása.